# Auerspergi
za priimek glej Auersperg
Auerspergi (tudi Turjačani oz. Turjaški) so bili plemiška rodbina na Slovenskem in ena izmed najbogatejših in najvplivnejših plemiških družin v Avstrijskem cesarstvu.

## Zgodovina
Rodbina se je na Kranjskem naselila v 2. polovici 11. stoletja, ko je prejela prvo posest, grad Turjak. Korenine rodbine verjetno segajo na Bavarsko ali Švabsko. Njeni člani so stoletja sooblikovali politično, družbeno in kulturno podobo prostora in časa v katerem so živeli. Boji s Turki, podpora slovenskemu protestantizmu, Knežji dvorec v Ljubljani, visoka politika na dunajskem dvoru itd.
V Šentvidu na Koroškem, takratnem mestu vojvodine Koroške, je bila 3. maja 1162 izdana listina. Z njo je vojvoda Herman Spanheim za 80 mark cerkvi v Krki odstopil grad Hohenwart z vsemi pritiklinami. Pri tem pravnem dejanju je prisostvovalo več uglednih plemičev, ki so s svojo prisotnostjo jamčili za njegovo verodostojnost. Toda za zgodovino slovenskega prostora ima ta listina prav poseben pomen. Med navedenimi plemiškimi pričami prvič zasledimo ime, ki je kasneje postalo eno najznamenitejših na Slovenskem oz. kar v celotni habsburški monarhiji – Auersperg. Engelberus de Ursberch se pojavi v eminentni družbi grofa Ulrika Vovbrškega in Rudolfa Albeškega, vsi pa imajo oznako liberi, torej svobodnjaki oz. svobodni gospodje.
Auerspergi so sredi 13. stoletja iz še vedno ne povsem pojasnjenih razlogov izgubili svoj svobodni status. Postali so nesvobodni ministeriali, s tem pa zdrsnili po plemiški hiearhični lestvici. Toda družina je pokazala veliko sposobnost prilagajanja in pragmatizma in si je v sporih za oblast vedno znala izbrati pravo stran. Tako je počasi pridobivala vedno več ozemlja, s tem pa tudi moči in ugleda.
Prav 16. stoletje je obdobje njihovega najbolj intenzivnega delovanja. Razmah literature, ki jo je narekovala iznajdba tiska, novi reformni tokovi v Cerkvi in grozeča turška nevarnost so bila področja, ki so jih Auerspergi najvidneje zaznamovali.
Eden najbolj znamenitih Turjaških tistega časa je bil vsekakor Herbard VIII. (tudi Herward). Ta je bil goreč privrženec Luthrovih naukov in je močno podpiral delovanje kranjskih protestantskih izobražencev. Pod njegovim okriljem, še bolj pa ob podpori njegovega sina Krištofa je nastal prvi prevod Biblije v slovenski jezik. Veliko bolj kot po svojem kulturnem delovanju pa je Herbard poznan po svojih vojaških spretnostih, ki jih je izkazoval predvsem v bojih proti Turkom v Vojni krajini. V eni izmed bitk je 22. septembra izgubil življenje. Njegovo glavo in glavo njegovega sorodnika Friderika Višnjegorskega so Turki odpeljali v Istanbul in ju za veliko vsoto denarja prodali Herbardovim sorodnikom. Nagačeni glavi sta bili dolga stoletja glavna atrakcija turjaškega gradu in Herbardovi potomci so ju vse do druge svetovne vojne ponosno razkazovali obiskovalcem.
Podobno kot Herbard se je vojaške anale s svojimi zmagami nad turškim polmesecem zapisal njegov sorodnik Andrej Turjaški, sicer doma z gradu Žužemberk. Njegova zmaga pri Sisku 22. junija 1593 je še stoletja navdihovala živelj na Kranjskem. Andrejeva zmaga je dokončno razblinila mit o nepremagljivosti turške vojske in za dežele Notranje Avstrije je turška nevarnost dokončno prenehala. Poleg Herbarda in Andreja je še kar nekaj Auerspergov uspešno služilo monarhiji, zatorej je moč trditi, da je vojaška obramba slovenskih dežel ena glavnih zaslug slavnih Turjaških.

## Podporniki umetnosti
Auerspergi pa niso sloveli le kot dobri vojskovodje, temveč tudi kot podporniki umetnosti. Sredi 17. stoletja, je začel takratni deželni glavar Wolf Engelbert grof Auersperg gradnjo ene najlepših baročnih palač v Ljubljani. Stavba, ki je bila kasneje znana pod imenom Knežji dvorec, je postala središče kulturnega dogajanja v Ljubljani. V njej so prirejali italijanske opere in nemške gledališke predstave. Zlasti pa je dvorec slovel po svoji bogati knjižnici, eni največjih v bližnji in daljni okolici. Stavbo je leta 1895 močno prizadel ljubljanski potres, zato so jo podrli, na njenem mestu pa danes stoji Narodna in univerzitetna knjižnica. 
Zelo bogato knjižnico pa je imel sredi 18. stoletja na svojem, danes izginulem gradu Križ pri Komendi tudi grof Anton Jožef Auersperg. Tudi sicer je grad Križ slovel kot eden najlepših gradov; zaradi potratnega življenja Antona Jožefa pa je bil obremenjen s številnimi dolgovi in so ga po njegovi smrti prodali na dražbi. Kupec je bil pokojnikov nečak Alojz Adolf grof Auersperg, ki je prav tako slovel kot podpornik umetnosti, še bolj pa znanosti, saj je bil znan kot zaščitnik naravoslovca Baltazarja Hacqueta.

## Knezi in vojvode
V 17. stoletju so Auerspergi kupili grofijo Kočevje in zgradili tam mogočen grad, ki pa danes več ne stoji. Kočevsko vejo rodbine so povišali v državne kneze, cesar Leopold pa jih je povišal v vojvode Muenstenberške,vendar pa so to vojvodstvo prepustili Prusiji in v zameno dobili kočevsko vojvodstvo in s tem je Kočevje postalo nominalna vojvodina (nem. Herzogtum Gottschee).

## Posesti
Auerspergi so bili med največjimi zemljiškimi posestniki na Kranjskem. Poleg Turjaka, ki je bil njihova osrednja posest, so bili stoletja lastniki številnih drugih gospostev. Gospostvo v Kočevju je imela v lasti kočevska linija. Osnovala se je leta 1653, ko je bil grof Janez Vajkard Auersperg kot eden najvplivnejših politikov na dvoru cesarja Ferdinanda III. povzdignjen med kneze Svetega rimskega cesarstva. Njegovi potomci so svoji družini s pametnimi porokami močno povečali posest zlasti na Tirolskem, v Spodnji in Zgornji Avstriji ter na Češkem. Na Kranjskem so do druge svetovne vojne gospodarili v Kočevju, Žužemberku in v bližnji Soteski. Njihova železarna v Dvoru pri Žužemberku je do požara 1869 dajala kruh okoliškemu prebivalstvu, a je do konca stoletja počasi propadala.
Knežja linija, ki je bila na plemiški hierarhični lestvici višje od preostale rodbine, je lahko posegala po višjih mestih v posvetni in cerkveni sferi. Konec 18. stoletja je iz njenih vrst izšel kardinal Jožef Franc Auersperg, v 19. stoletju pa sta za časa cesarja Franca Jožefa kar dva kneza Auersperga – brata Viljem in Adolf – zasedala mesto ministrskega predsednika. Knezi, ki so nosili tudi naziv kočevskega vojvode, so bili veliki podporniki kočevskih Nemcev, česar se ti s hvaležnostjo spominjajo. Po drugi svetovni vojni je bilo njihovo premoženje podržavljeno. V njihovi lasti so bili naslednji gradovi, dvorci in palače:
- Turjaški grad
- Blejski grad
- Grad Kalec
- Grad Mokrice
- Grad Hmeljnik
- Grad Žužemberk
- Grad Ribnica
- Grad Mirna
- Grad Sevnica
- Idrijski grad
- Dvorec Višnja gora
- Dvorec Dornava
- Grad Snežnik
- Turjaška palača, Ljubljana
- Palača Auersperg, Dunaj
- Palača Trautson, Dunaj
- Palača Lichtenstein, Dunaj
- Palača Harrach, Dunaj
- Dvorec Freudenhain, Nemčija
- Pöckstein, Koroška, Avstrija
- Grad Žleby, Češka
- Dvorec Neuhaus na Innu
- Dvorec Slatinany, Češka
- Grad Vlašim, Češka
- Šrajbarski turn, Leskovec pri Krškem

## Rodbina Auersperg danes
Zanimanje za družino Auersperg, med zgodovinarji in drugimi raziskovalci ni le pojava današnjih dni, temveč je ta mogočna rodbina že stoletja predmet raziskav in občudovanja. Družina Auersperg je na Slovenskem izgubila svoje mesto v 2. svetovni vojni, ko je bilo mnogo njenih članov pobitih, izgnanih ipd. Položaj družine Auersperg v Sloveniji ni kakorkoli določen, še posebej, ker je na Slovenskem le še nekaj ljudi, ki so potomci oz. nosilci priimka te starodavne družine. Popolnoma drugačen položaj ima družina Auersperg v Avstriji in Nemčiji, kjer je njihov položaj še vedno skoraj nespremenjen kot pred sto leti. Družbeno zelo razpoznavna, vplivna, ugledna in zelo premožna družina je ena izmed mnogih drugih aristokratskih družin visokega avstrijskega plemstva in prav zato so člani družine Auersperg deležni posebnega spoštovanja, čeprav zakoni Avstrije prepovedujejo uporabo plemiških nazivov celo v družabne namene. Auerspergi še danes posedujejo veliko bogastvo, mnogo dvorcev in palač širom Avstrije in Nemčije. Knezi, kneginje, princi, princese, grofje in grofice tvorijo celoto mogočne rodbine Auersperg še danes.

## Znani člani rodbine Auersperg
- Adolf Karl Daniel von Auersperg
- Andrej Auersperg Turjaški
- Anton Alexander von Auersperg
- Adolf Karl Daniel von Auersperg
- Franz Karl von Auersperg
- Herbard VIII. Turjaški
- Karl Wilhelm Philipp von Auersperg
- Johann Adam von Auersperg
- Joseph Franz Anton von Auersperg
- Johann Weikhard Auersperg
- Karl von Auersperg
- Karl Wilhelm Philipp von Auersperg
- Leopold von Auersperg
- Marija Auersperg